# هاري هوبمان
هاري هوبمان (بالإنجليزية: Harry Hopman)‏ مواليد 12 أغسطس 1906 في نيوساوث ويلز، أستراليا - الوفاة 27 ديسمبر 1985 في سيمينول، فلوريدا، الولايات المتحدة، كان لاعب كرة مضرب أسترالي وكان يلعب باليد اليمنى. كما أنه أحد أبطال الجراند سلام.

## النهائيات

### الفردي: الوصافة 3s
| النتيجة | السنة | البطولة            | الأرضية | المنافس      | النتيجة                 |
| ------- | ----- | ------------------ | ------- | ------------ | ----------------------- |
| الوصافة | 1930  | البطولة الأسترالية | عشبية   | إدغار مون    | 3–6, 1–6, 3–6           |
| الوصافة | 1931  | البطولة الأسترالية | عشبية   | جاك كراوفورد | 4–6, 2–6, 6–2, 1–6      |
| الوصافة | 1932  | البطولة الأسترالية | عشبية   | جاك كراوفورد | 4–6, 6–3, 3–6, 6–3, 6–1 |

### الزوجي: 7 (الألقاب 2, الوصافة 5)
| النتيجة | السنة | البطولة            | الأرضية | الشريك         | المنافس                       | النتيجة                 |
| ------- | ----- | ------------------ | ------- | -------------- | ----------------------------- | ----------------------- |
| الفوز   | 1929  | البطولة الأسترالية | عشبية   | جاك كراوفورد   | جاك كامينغز إدغار مون         | 6–1, 6–8, 4–6, 6–1, 6–3 |
| الفوز   | 1930  | البطولة الأسترالية | عشبية   | جاك كراوفورد   | تيم فيتشر جون هوكس            | 8–6, 6–1, 2–6, 6–3      |
| الوصافة | 1930  | البطولة الفرنسية   | ترابية  | جيم ويلارد     | هنري كوشيه جاك برونون         | 3–6, 7–8, 3–6           |
| الوصافة | 1931  | البطولة الأسترالية | عشبية   | جاك كراوفورد   | جيمس أندرسون نورمان بروكس     | 2–6, 4–6, 3–6           |
| الوصافة | 1932  | البطولة الأسترالية | عشبية   | جيرالد باترسون | جاك كراوفورد إدغار مون        | 10–12, 3–6, 6–4, 4–6    |
| الوصافة | 1939  | البطولة الأمريكية  | عشبية   | جاك كراوفورد   | أدريان كويست جون بروميتش      | 6–8, 1–6, 4–6           |
| الوصافة | 1948  | البطولة الفرنسية   | ترابية  | فرانك سيدجمان  | لينارت برقلين ياروسلاف دروبني | 6–8, 1–6, 10–12         |

## روابط خارجية
- هاري هوبمان على موقع رابطة محترفي التنس (الإنجليزية)
- هاري هوبمان على موقع الاتحاد الدولي لكرة المضرب (الإنجليزية)
- هاري هوبمان على موقع كأس ديفيز (الإنجليزية)
- هاري هوبمان على موقع قاعة مشاهير كرة المضرب الدولية (الإنجليزية)
- هاري هوبمان على موقع اتحاد التنس الأسترالي (الإنجليزية)
- هاري هوبمان على موقع خلاصة التنس.كوم (الإنجليزية)
- هاري هوبمان على موقع قاعة أستراليا للمشاهير الرياضية (الإنجليزية)